# Dear Heather
Dear Heather es el undécimo álbum de estudio del músico canadiense Leonard Cohen, publicado por Columbia Records en octubre de 2004.
El álbum, grabado digitalmente en un estudio de grabación de Los Ángeles, marca un alejamiento musical con respecto a Ten New Songs, con un mayor aporte vocal de Sharon Robinson y de The Webb Sisters y un marcado aumento de poesías leídas en lugar de letras cantadas. Al respecto, «Go No More A-Roving» es una adaptación musical del poema de Lord Byron «So, we'll go no more a roving», dedicado al amigo y mentor de Cohen, el poeta canadiense Irving Layton, miembro del grupo de poetas modernistas de Montreal. Por otra parte, «Villanelle for Our Time» es una recitación en forma de jazz de un poema de F.R. Scott, amigo del músico. La adaptación fue grabada en mayo de 1999, poco después del regreso de Cohen del centro zen Mount Baldy.
El disco también incluye otros trabajos hablados como «To a Teacher», basado en un poema que Cohen escribió en 1961 para el libro The Spice-Box of Earth y dedicado al poeta canadiense A.M. Klein. «Because Of» es también una recitación de un poema de Cohen incluido en el libro Book of Longing. Otro poema de Cohen, dedicado al cantante de R&B Carl Anderson, sirvió de base a Anjani Thomas para componer «Nightingale». El álbum también incluyó un tema extra, «Tennessee Waltz», grabado en directo el 9 de julio de 1985 en el Festival de Jazz de Montreux.   
Ten New Songs alcanzó el puesto 131 en la lista estadounidense Billboard 200 y el cinco en la lista canadiense Canadian Albums Chart, su mejor registro en su país natal desde el lanzamiento de Songs from a Room en 1969. El álbum obtuvo su máxima posición en Polonia y Dinamarca, países donde alcanzó el primer puesto en las listas de discos más vendidos.

## Lista de canciones
Todas las canciones escritas y compuestas por Leonard Cohen excepto donde se anota. 
| N.º | Título                                             | Escritor(es)                   | Duración |  |
| 1.  | «Go No More A-Roving»                              | Lord Byron                     | 3:40     |  |
| 2.  | «Because Of»                                       |                                | 3:00     |  |
| 3.  | «The Letters»                                      | Leonard Cohen, Sharon Robinson | 4:44     |  |
| 4.  | «Undertow»                                         |                                | 4:20     |  |
| 5.  | «Morning Glory»                                    |                                | 3:28     |  |
| 6.  | «On That Day»                                      | Leonard Cohen, Anjani Thomas   | 2:04     |  |
| 7.  | «Villanelle for Our Time»                          | F. R. Scott                    | 5:55     |  |
| 8.  | «There for You»                                    | Leonard Cohen, Sharon Robinson | 4:36     |  |
| 9.  | «Dear Heather»                                     |                                | 3:41     |  |
| 10. | «Nightingale»                                      | Leonard Cohen, Anjani Thomas   | 2:27     |  |
| 11. | «To a Teacher»                                     |                                | 2:32     |  |
| 12. | «The Faith»                                        |                                | 4:17     |  |
| 13. | «Tennessee Waltz» (Tema extra, grabado en directo) | Redd Steward, Pee Wee King     | 4:05     |  |

## Posición en listas
| País              | Lista                      | Posición |
| ----------------- | -------------------------- | -------- |
| Alemania          | Media Control Top-50 Chart | 19       |
| Austria           | Ö3 Austria Top 40          | 13       |
| Bélgica (Valonia) | Ultratop 200 Albums        | 26       |
| Bélgica (Flandes) | Ultratop 200 Albums        | 9        |
| Canadá            | Canadian Albums Chart      | 5        |
| Dinamarca         | Danish Albums Chart        | 1        |
| Estados Unidos    | Billboard 200              | 131      |
| Finlandia         | Albums Top 50              | 22       |
| Francia           | SNEP Albums Chart          | 34       |
| Noruega           | VG-lista Top 40 Albums     | 2        |
| Países Bajos      | Mega Albums Top 100        | 34       |
| Portugal          | Top 100 Albums             | 5        |
| Reino Unido       | UK Albums Chart            | 34       |
| Suecia            | Albums Top 60              | 8        |
| Suiza             | Hit Parade Top 100         | 13       |